# Isaak Braband

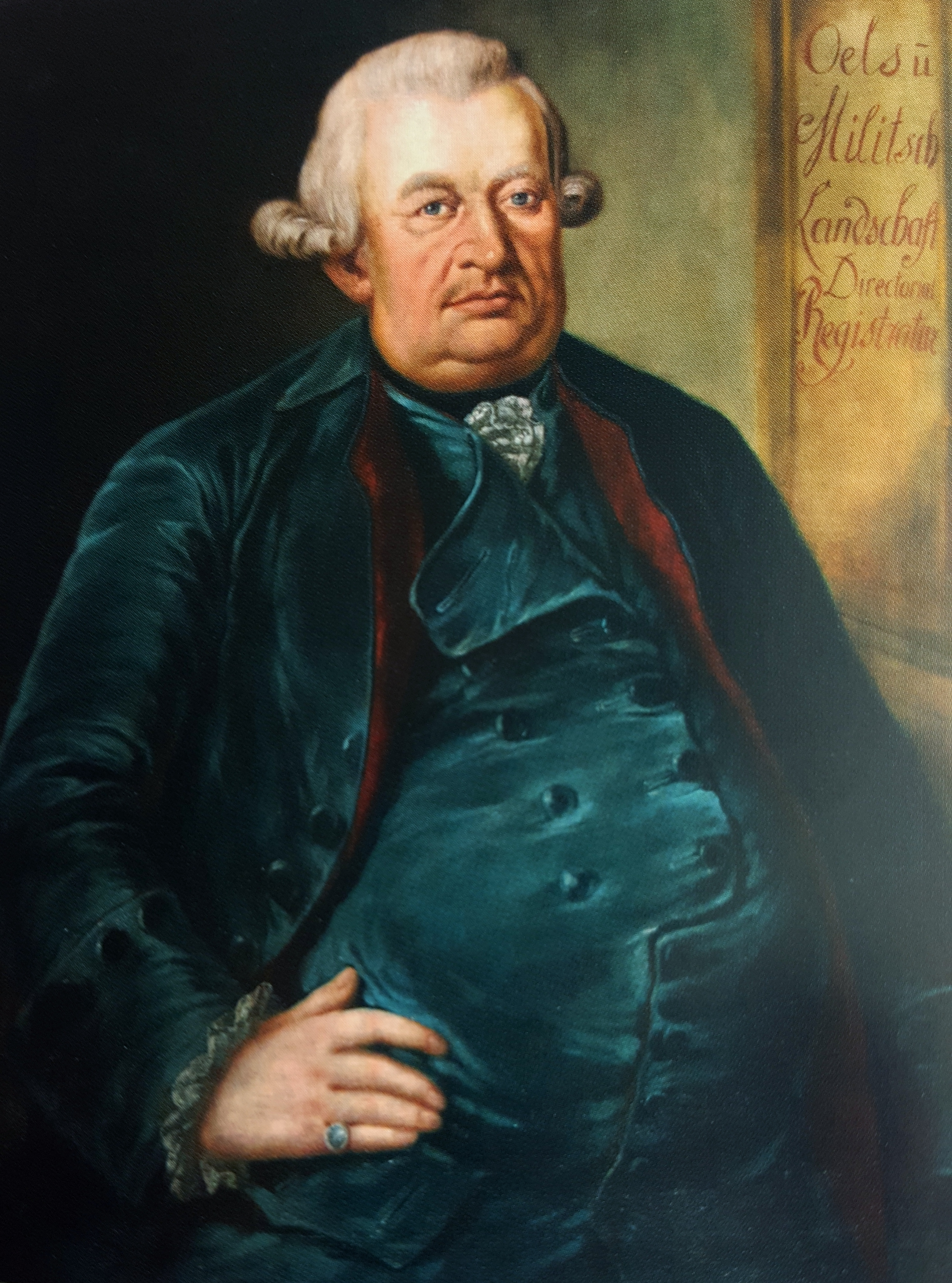
Isaak Braband: Porträt des Ludwig von Korkwitz, 1775, Nationalmuseum Breslau

Isaak Braband (* um 1727 in Berlin; †  9. Januar 1790 in Breslau) war ein deutscher Porträt- und Historienmaler. Er war in seiner Heimatstadt und in Breslau aktiv.  

## Leben
Braband wurde von dem Hofmaler Antoine Pesne und von David Matthieu ausgebildet. Seine Vorliebe galt der Ölmalerei, die er in kräftigem Kolorit ausführte. Daneben widmete er sich – fast ausschließlich in seiner Jugend – auch der Pastellmalerei. Er schuf Porträts und Miniaturen. Unter den Historienbildern ist das für die Minoritenkirche in Cosel geschaffene Altarbild Hedwig, Maria und Anna nennenswert, dessen gegenwärtiger Aufbewahrungsort unbekannt ist.
Unter seinen Schülern zeichnete sich Gottfried August Thilo aus, der 1791 in Berlin zum außerordentlichen Mitglied der Königlichen Akademie der Künste ernannt wurde. 